# František Lízna

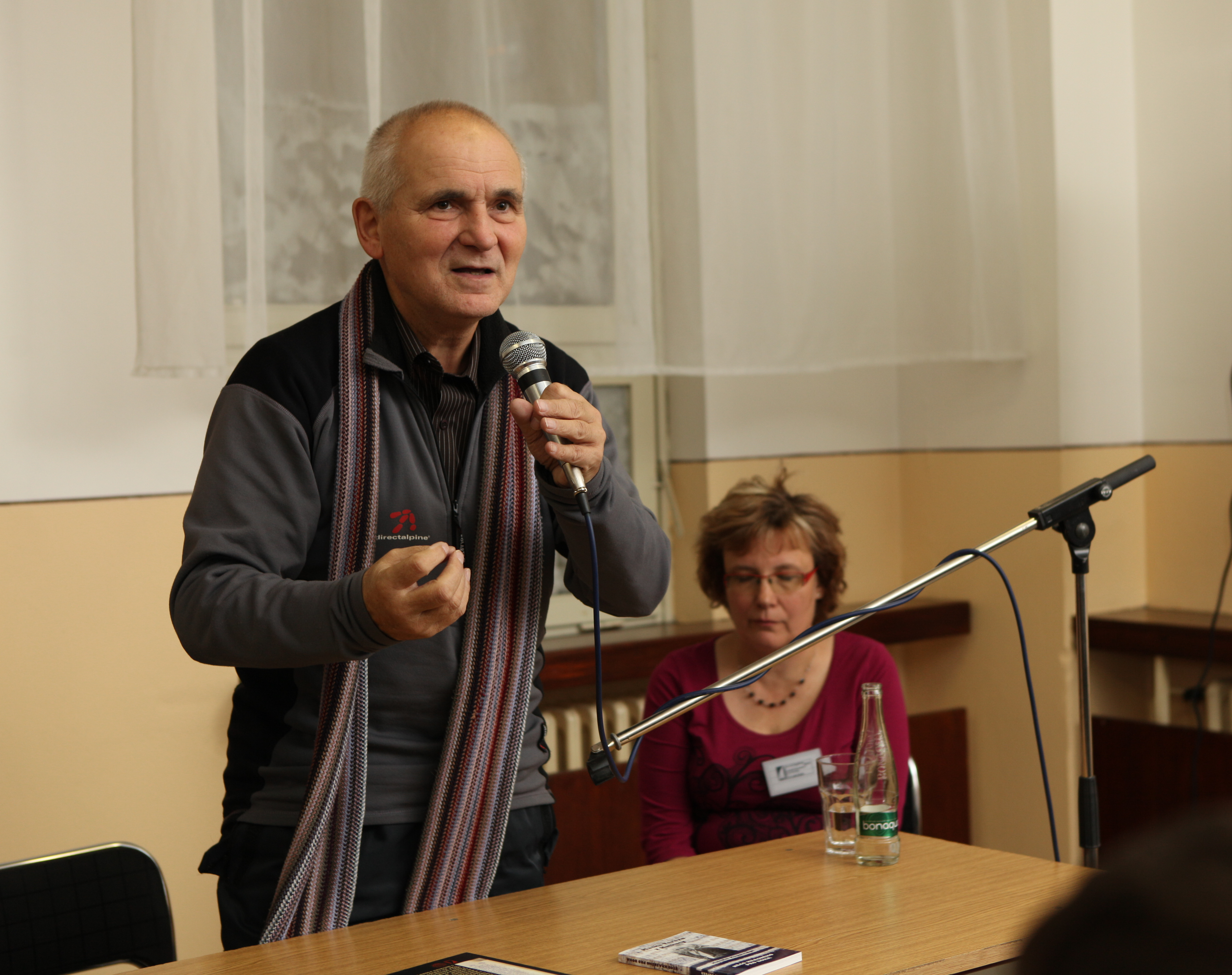
František Lízna SJ (2009)

František Lízna SJ (* 11. Juli 1941 in Jevíčko; † 4. März 2021 in Olomouc) war ein tschechischer Ordensgeistlicher, Jesuit und Menschenrechtler.

## Leben
František Lízna stammte aus einer Bauernfamilie in der Karpatenukraine und wurde in Jevíčko geboren. Er leistete Militärdienst bei der PTP in der Slowakei und arbeitete als Sozialarbeiter in Velehrad, wo er sich 1968 dem Jesuitenorden anschloss. Nach seinem Studium der Philosophie und Theologie empfing er die Priesterweihe, erhielt aber bis 1990 keine staatliche Genehmigung zur priesterlichen Tätigkeit. Aufgrund seiner Aktivitäten wurde er mehrfach von dem staatlichen kommunistischen Regime verurteilt und inhaftiert, darunter wegen der Zerstörung der sowjetischen Flagge (1960), versuchter Republikflucht (1964), Verbreitung von nicht systemkonformer grauer Literatur (Samisdat) (1970er Jahre; 1981 und 1983) sowie Druck von Flugblättern über politische Gefangene (1988). Zwischen den Gefängnisaufenthalten arbeitete er in verschiedenen Bereichen im Sozial- und Gesundheitswesen, während er sich seit 1978 im Rahmen der Charta 77 an Aktivitäten von Dissidenten beteiligte.
Nach der Samtenen Revolution in der Tschechoslowakei war er von 1989 bis 1995 Rektor der Brünner Jesuitenkirche Mariä Himmelfahrt und engagierte sich insbesondere für Roma, Gefangene und Obdachlose; aus Solidarität ließ er sich die Staatsangehörigkeit der Roma in seinen Personalausweis eintragen. Zudem war er in der Pfarrei in Vyšehorky in der Nähe des Mírov-Gefängnisses tätig und betreute als Seelsorger Gefangene und Menschen am Rande der Gesellschaft. Er war langjähriger Vorsitzender der Redaktion der Zeitschrift Akord.
Präsident Václav Havel verlieh ihm 2001 für „seine herausragenden Verdienste bei der Entwicklung von Demokratie und Menschenrechten“ die zweithöchste staatliche Auszeichnung, den Tomáš-Garrigue-Masaryk-Orden (Ritter). Bereits ein Jahr vorher wurde er Mitglied des Menschenrechtsrates der tschechischen Regierung. 2003 erhielt er zusammen mit Tomáš Vlasák, einem anderen Gefängniskaplan, den František-Kriegel-Preis, die Auszeichnung der Stiftung Charta 77, für seine Arbeit in Gefängnissen. 2017 folgte die Auszeichnung mit dem Ceny Paměti národa (Preis Gedächtnis der Nationen) der gemeinnützigen Organisation Post Bellum; der Preis ehrt die Erfahrung des Lebens in der kommunistischen Totalität und den aktiven Widerstand gegen diese.
František Lízna starb im Universitätsspital der Palacký-Universität Olmütz an den Folgen einer SARS-CoV-2-Infektion.